# Боянская церковь
Боянская церковь (болг. Боянска църква) — средневековая церковь в Болгарии. Расположена в 8 км от Софии, в селе Бояна в подножии гор Витоша. В 1979 году включена в перечень Всемирного наследия ЮНЕСКО.

## История
В X веке в селе Бояна была построена первая небольшая церковь, посвященная Николаю Чудотворцу и святому Пантелеимону. В начале XIII века по указанию севастократора Калояна к этой церкви была пристроена новая двухэтажная церковь, украшенная фресками (закончены в 1259 году). На одной из фресок сохранилась ктиторская надпись:
⁜ вꙁьдвиже сѧ ѿ ꙁемѧ · и сьꙁда сѧ · прѣчисты хра

мь · ст҃аго иерарха хв҃а николы · и ст҃аго и великѡ

славнагѡ мѫченика хв҃а · пантелеимѡна · тече

ниѥмь и трᲂудомь и любовнꙘꙚ многоꙘꙚ · калѡ

ѣнѣ севастократора братᲈчѧда цр҃ва · внᲈкь · ст҃агⷪ ·

стефана · кралѣ србьскаго · написа же сѧ при цр҃

ьство блгарское · при благовѣрнѣмь и бг҃очь

стивѣмь · и хс҃толюбивѣмь цр҃и · костањ

динѣ асѣни ⁘ едикто ·ꙁ҃[·] в лѣто

· ѕ҃ ⁘ ѱ҃· ·ѯ҃ ⁘ ꙁ҃ ⁘
По имени донатора церковь получила название «Калоянова». В начале XIX века ансамбль церкви был завершён третьей постройкой. В настоящее время церковь имеет три придела, возникших из указанных пристроек.

## Архитектурные особенности
Церковь состоит из построек различных эпох:
- восточная часть: однокупольная церковь (XI век), имеющая в плане форму равноконечного креста с полукруглой апсидой;
- центральная часть: «Калоянова церковь» — двухэтажная постройка (XIII век) — первый этаж занимает часовня и склеп с захоронениями болгарских бояр, второй этаж занимает непосредственно церковь. Фасад церкви декорирован керамическими изразцами;
- западная часть: притвор, построенный в XIX веке, лишён каких-либо украшений.

Средневековые постройки выполнены из кирпича и камня, а западный притвор - только из камня.

## Фрески

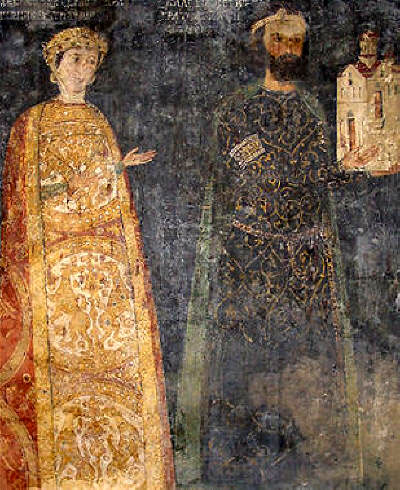
Ктиторский портрет Калояна и Десиславы

Из фресковой живописи в церкви сохранились:
- фрески XI—XII веков (сохранились во фрагментах под живописью XIII века в восточной части церкви: северная стена, низ апсиды);
- фрески работы мастера Василия[1], середины XIII века (цикл фресок окончен в 1259 году);
- фрески XIV—XVI веков
- живопись 1882 года.

Стены церкви украшают 240 отдельных фигур и 89 композиций (новозаветные сюжеты, эпизоды из жития святителя Николая). Фресковый цикл церкви является одним из самых ценных собраний болгарской средневековой стенописи.
Живопись Бояны относится к периоду захвата Византийской империи (ориентир и источник художественной техники православного мира) крестоносцами, что привело к росту значения местных школ художественных школ. При всей близости к византийскому художественному корню, росписи Бояны отличают некоторая плоскостность, контурность, жесткость рисунка и при этом — почти острая портретность лиц, усложненность многими оттенками эмоций — серьёзности, душевности, мягкости. Среди исторических портретов в церкви — образы севастократора Калояна и его супруги Десиславы, царя Константина Тиха и царицы Ирины (на северной стене церкви). 18 сцен в нартексе изображают сюжеты из жизни святого Николая Мирликийского.

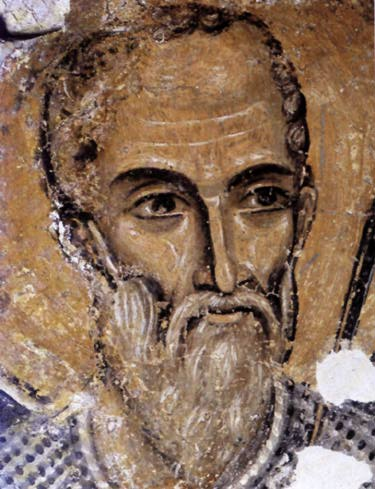
Николай Чудотворец
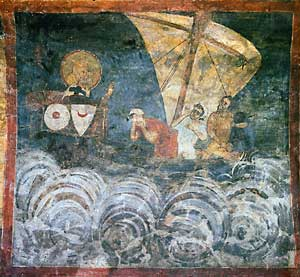
Спасение корабля святым Николаем
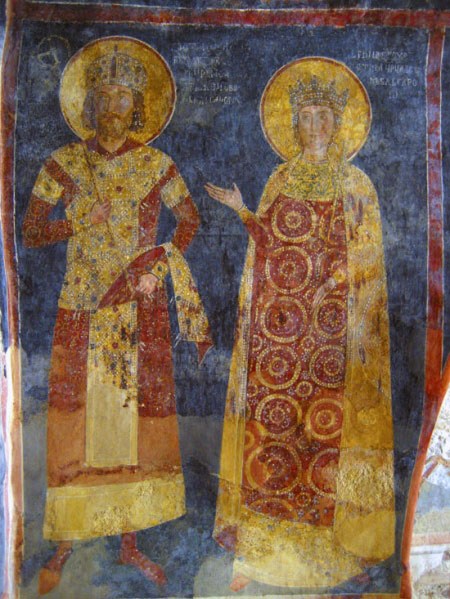
Царь Константин Асен и царица Ирина